# Komitato

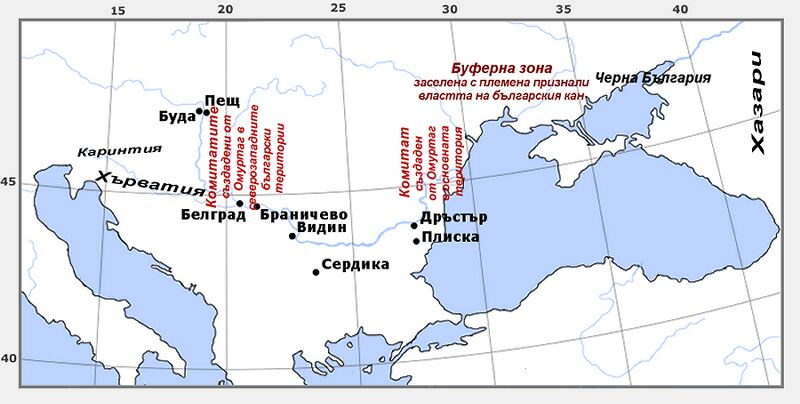
Primer Komitato creado por Omurtag.

El komitato o Comitato (en búlgaro: Комитат) fue una unidad administrativa en el Primer Imperio Búlgaro gobernado por un komita y subdivididos en varios Župis, cada uno gobernado por un Župa. Viene del latín comitatus, usado por los altos funcionarios y comandantes de fuerzas militares regionales a fines del Imperio Romano.